# カール・モル
カール・モル（Carl Moll、1861年4月23日 - 1945年4月13日）は、オーストリアの画家である。「ウィーン分離派」の創立メンバーであり、風景画などを描いた。

## 略歴
ウィーンで商人の息子に生まれた。父親は後に市議会議員を務めた人物である。母方の叔父にシュミット(Karl Schmid: 1837–1871)という風景画家がいて影響を受けた。
1880年から1881年までウィーン美術アカデミーでクリスティアン・グリーペンケールに学んだ。その後情趣的印象主義の画家、エミール・ヤーコプ・シンドラー(1842-1892)の弟子になった。シンドラーが亡くなった後、1895年11月にシンドラーの未亡人で女優のアンア・ゾフィー・ベルゲン(Anna Sofie Bergen: 1857–1938) と結婚した。妻の連れ子の一人が、作曲家グスタフ・マーラーと結婚することになる音楽家のアルマ・マーラーである。
1896年にベルリンの国際美術展で入賞し、1897年に「ウィーン分離派」の創立メンバーとなった。
1901年に分離派の建築家のヨーゼフ・ホフマンが計画したウィーンの住宅街にコロマン・モーザーらと住むようになった。
が
1905年にグスタフ・クリムトを中心にするグループと分離派を脱退した。1904年から1912年までウィーンの近代美術の中心的な美術館になっていたミートケ美術館(Galerie Miethke)のマネージング・ディレクターを務め、国際的な美術家たちやゴッホの作品の展覧会を企画した。
1930年代にはナチスの支持者になったが、義理の娘、アルマは、ユダヤ系だったため、オーストリアがドイツに併合された後、国外亡命しなければならなかった。1945年のウィーン攻勢でソビエト軍がウィーン市内に侵入した時、家族と自殺した。

## 作品

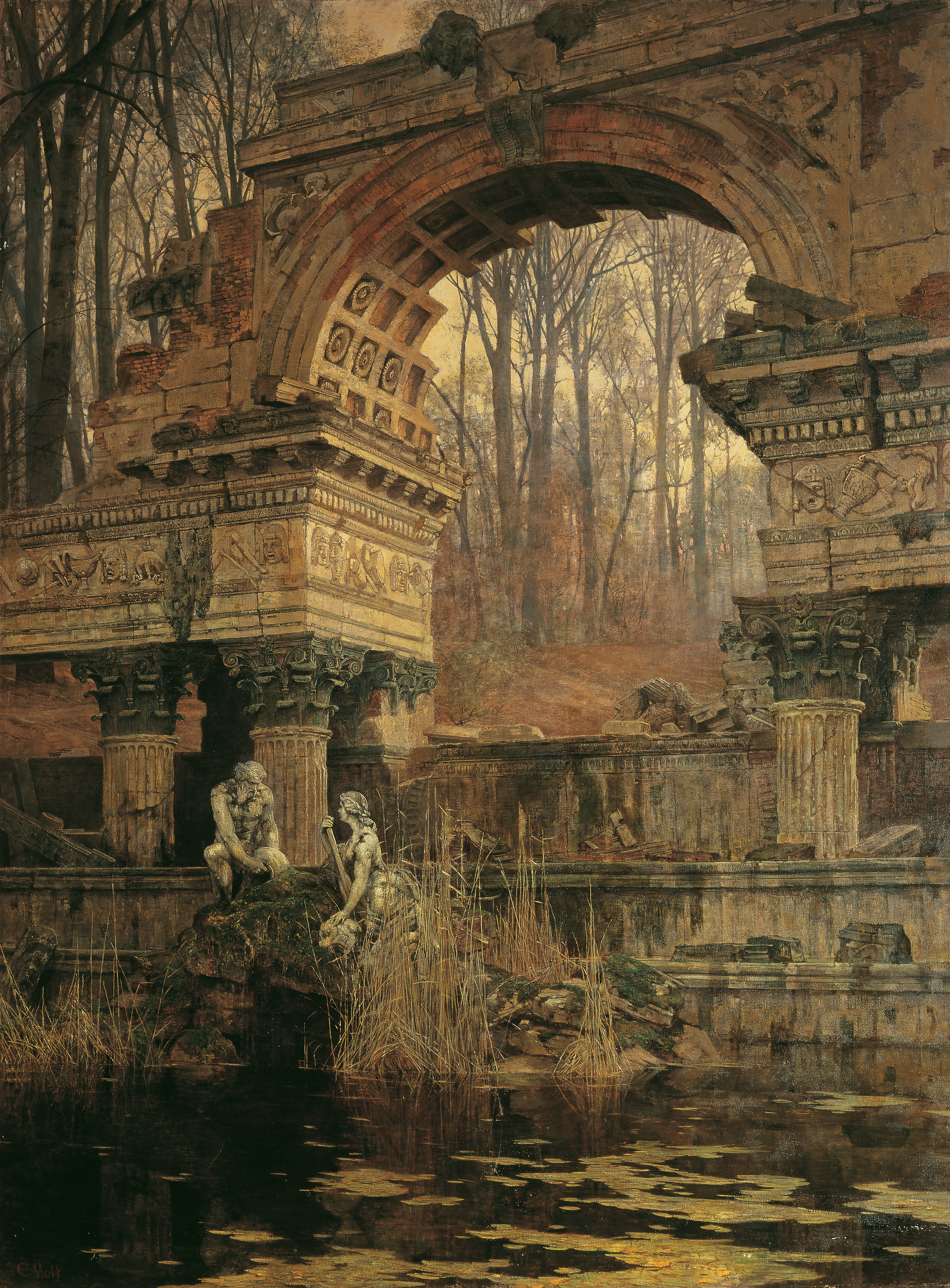
シェーンブルンのローマ遺跡 (1891) 美術史美術館
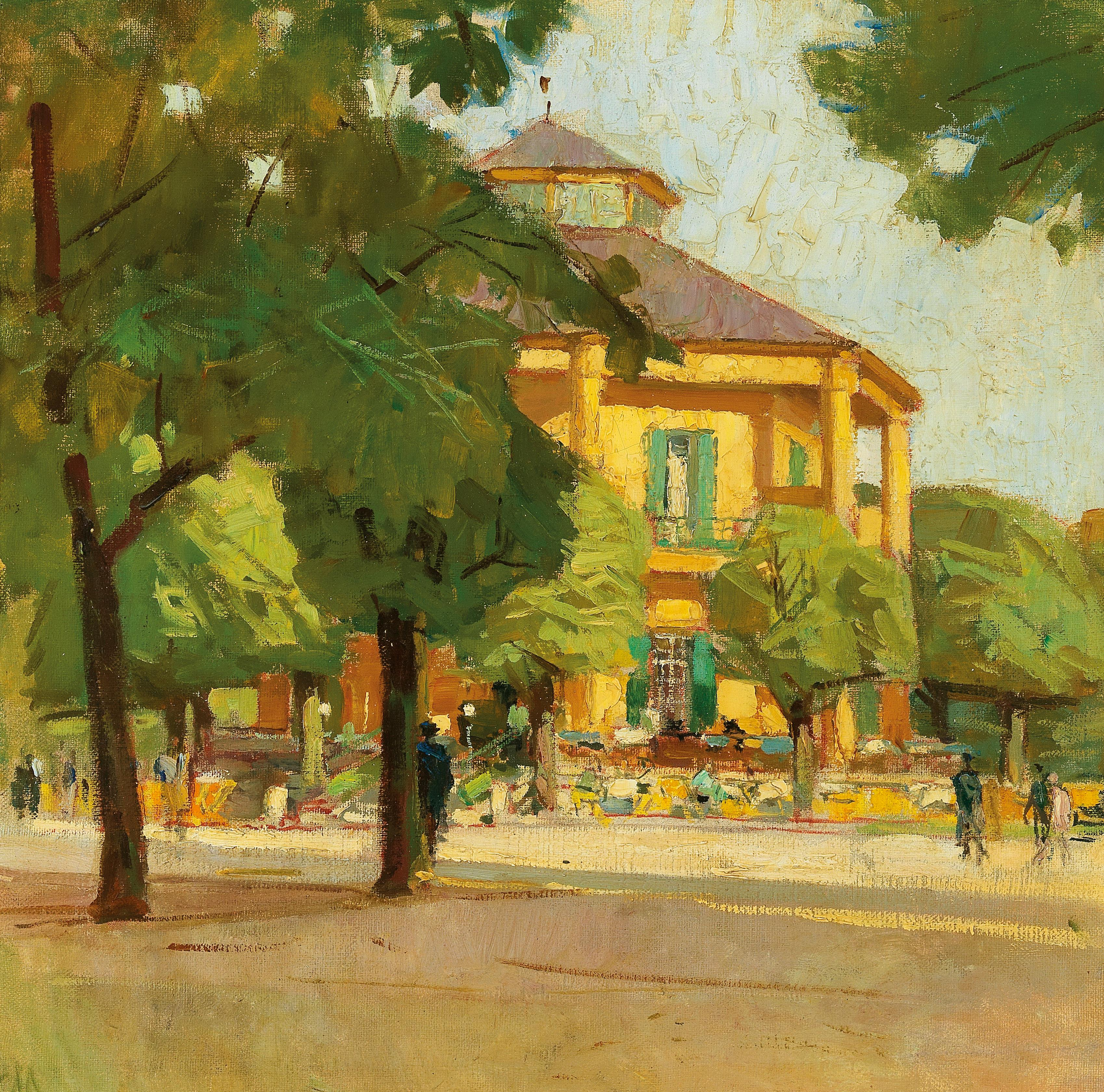
"Lusthaus" (c.1930) 個人蔵
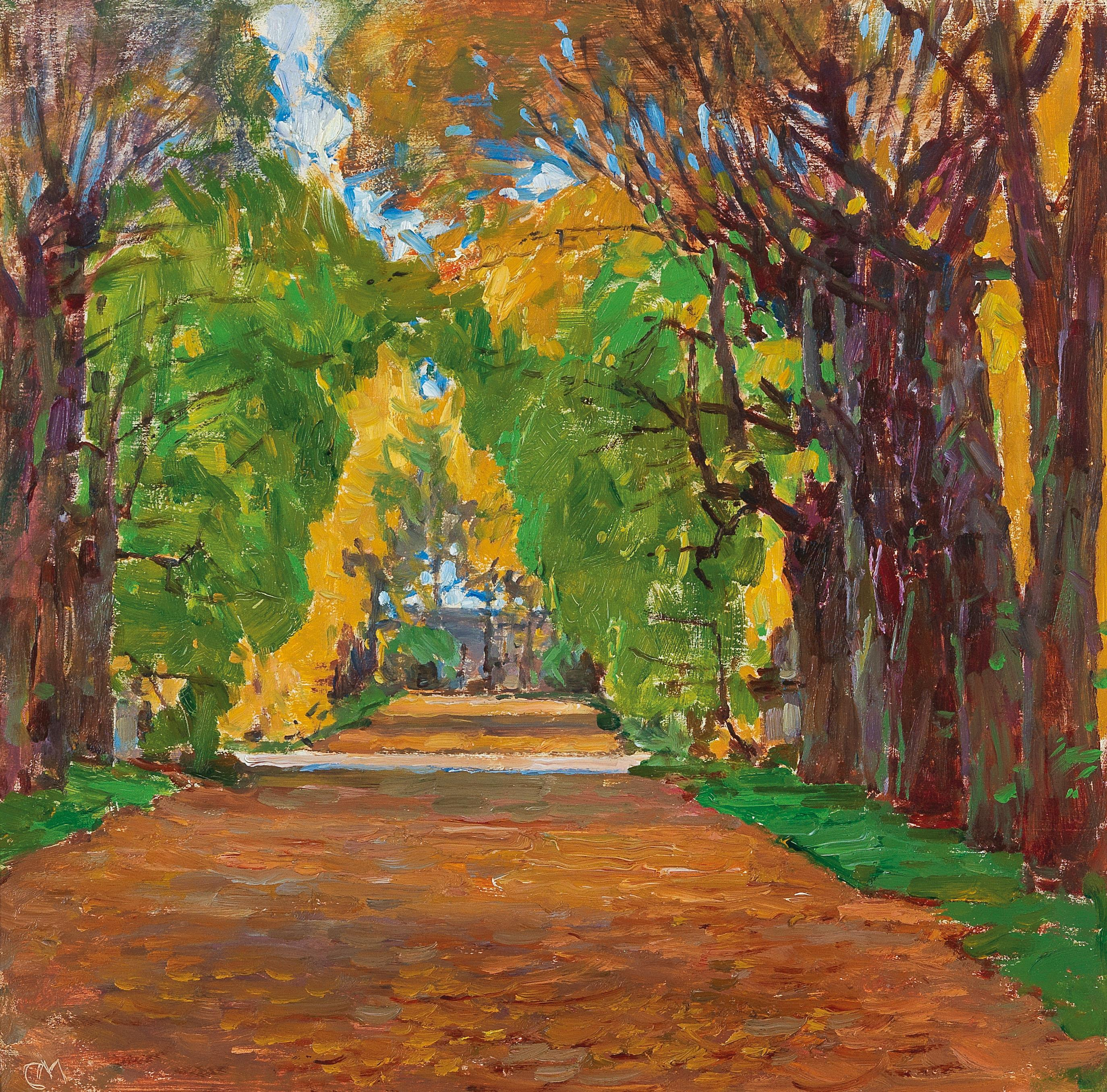
イェヴィショヴィツェの公園 (c.1930) 個人蔵
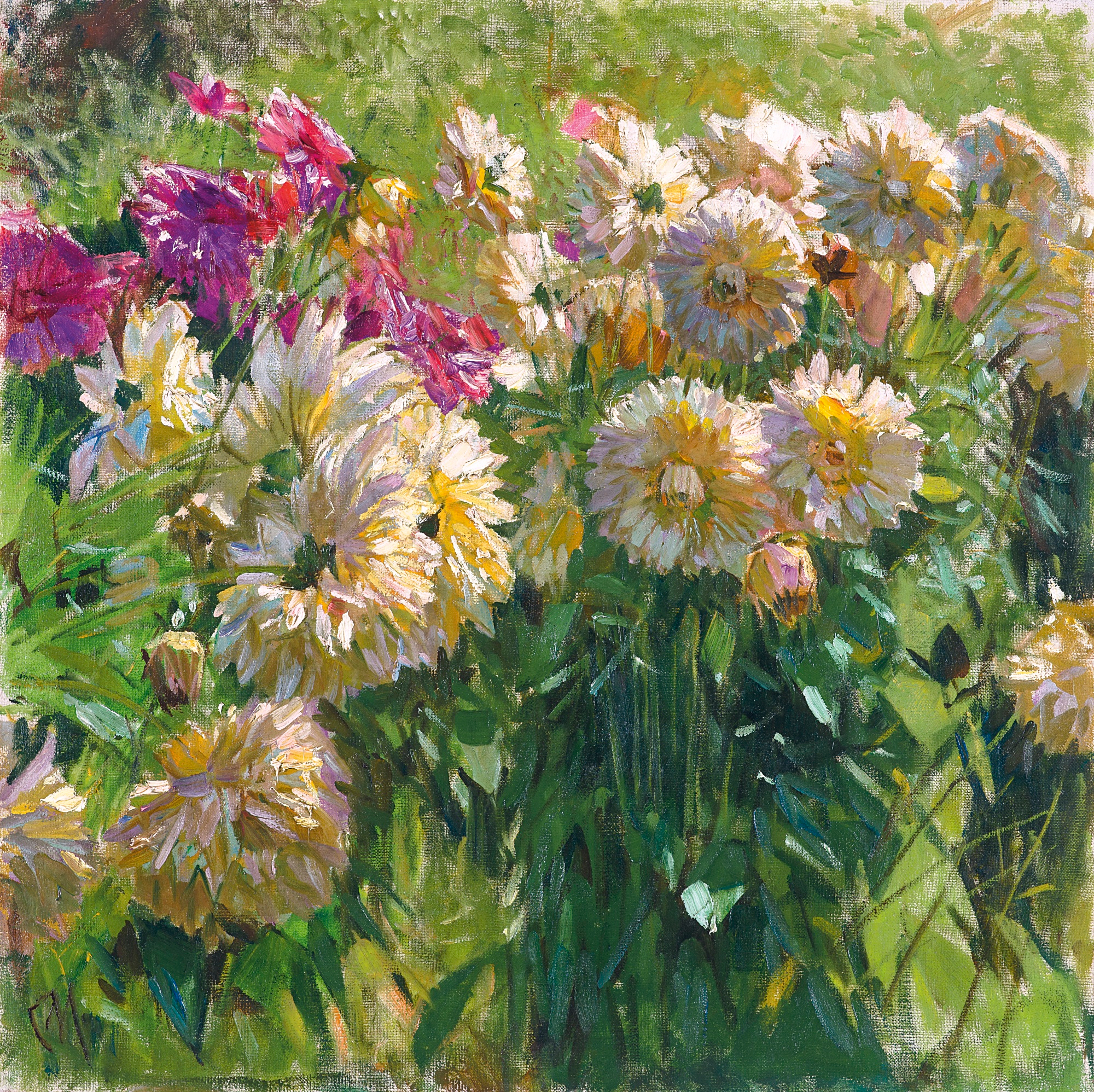
ダリア

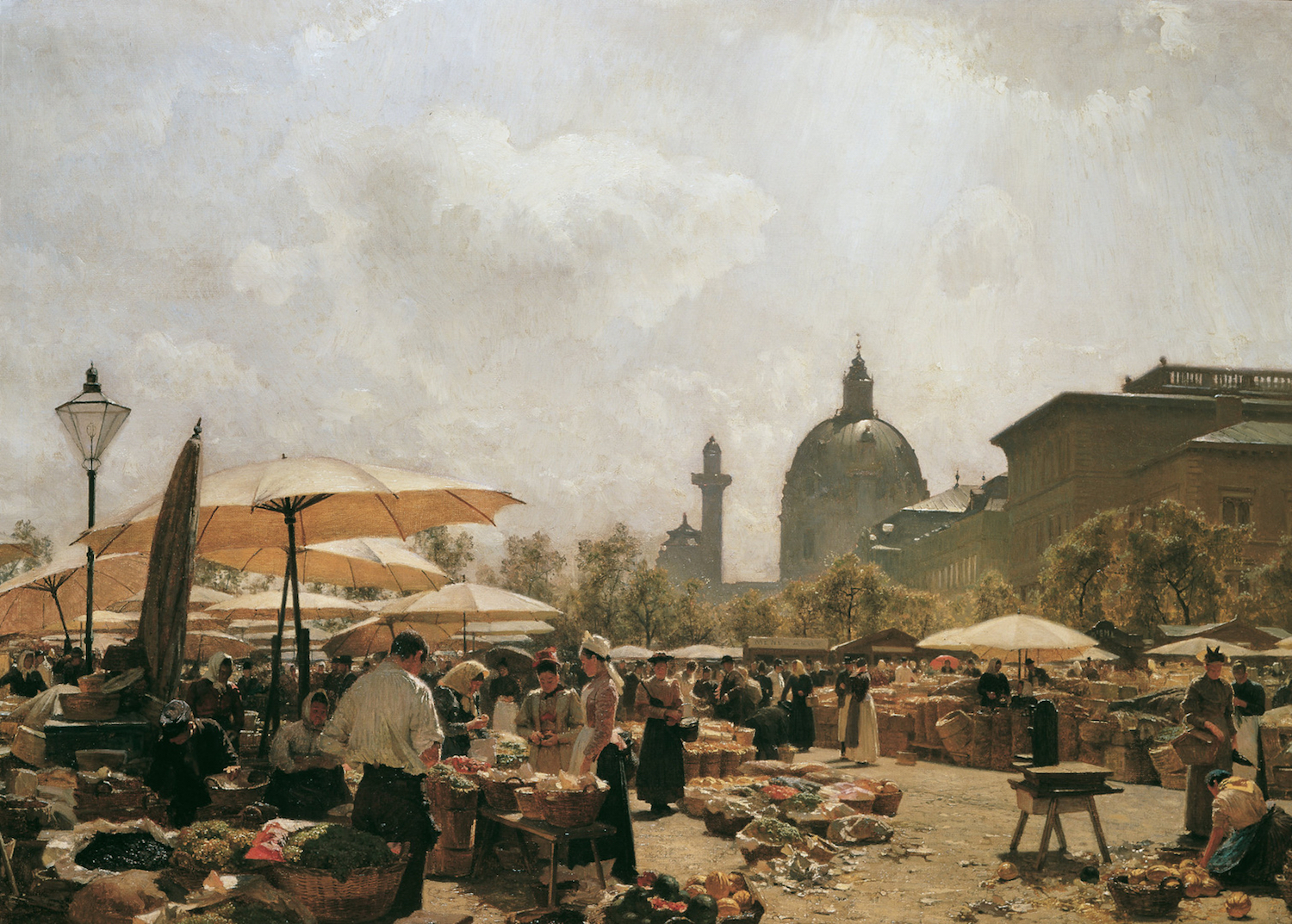
ウィーンのナシュマルクト(Naschmarkt) (1894) オーストリア・ギャラリー
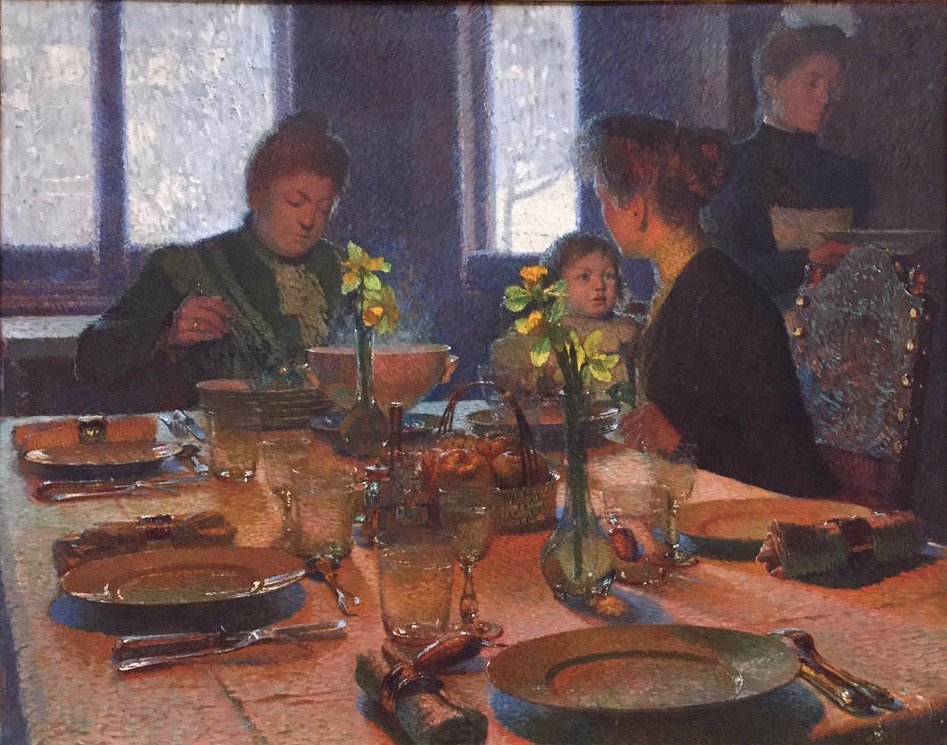
昼食の食卓で (1901) カナダ国立美術館
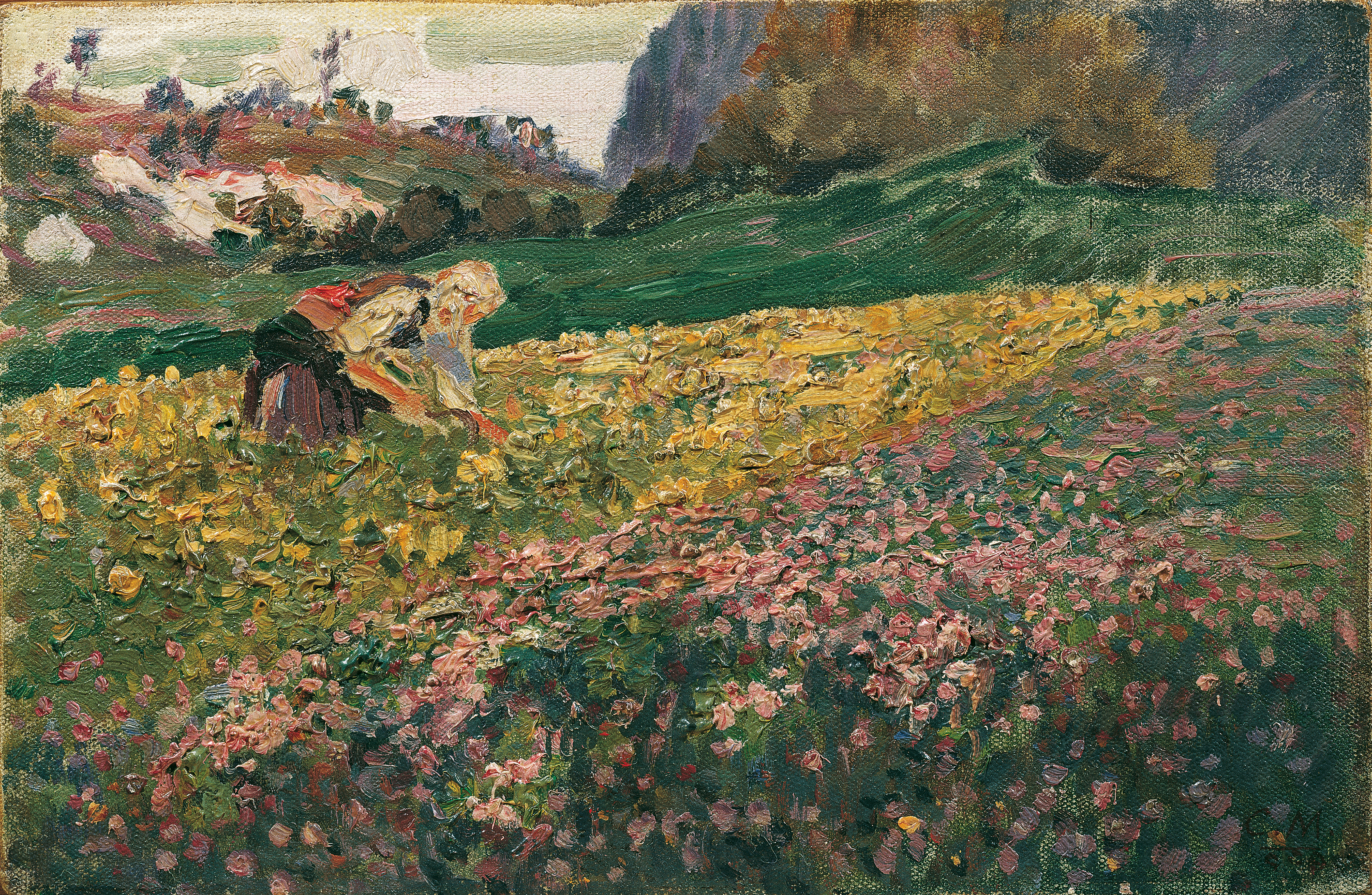
花盛りの草原の少女 (1909) オーストリア・ギャラリー